# Robert Taylor (actor)
Robert Taylor (n. 5 august 1911 - d. 8 iunie 1969) a fost un actor de origine americană.

## Filmografie selectivă
- 1935 Broadway Melody 1936	(Broadway Melody of 1936), regia Roy Del Ruth și W.S.Van Dyke
- 1935 Medicul femeilor	(Society Doctor), regia George B. Seitz
- 1935 O crimă pe bord (Murder in the Fleet), regia Edward Sedgwick
- 1935 Sublima amintire	(Magnificent Obsession), regia John M. Stahl
- 1936 Dama cu camelii (Camille), regia George Cukor
- 1936 Grandoare (The Gorgeous Hussy), regia Clarence Brown
- 1936 Romanul unei minore (Small Town Girl), regia William A. Wellman și Robert Z. Leonard
- 1937 Valetul de cupă (Personal Property), regia W.S. Van Dyke
- 1938 Cuceritorul (A Yank at Oxford), regia Jack Conway
- 1938 Trei camarazi (Three Comrades), regia Frank Borzage
- 1939 Delir (The Lady of the Tropics), regia Jack Conway și Leslie Fenton
- 1939 Pumnul de fier (Stand Up and Fight), regia W.S. Van Dyke II
- 1940 Podul Waterloo (Waterloo Bridge), regia Mervyn LeRoy
- 1942	Amantul de carton (Her Cardboard Lover), regia Geoge Cukor
- 1953 Cavalerii mesei rotunde (Knights of the Round Table), regia Richard Thorpe
- 1956 Ultima vânătoare (The Last Hunt), regia Richard Brooks